# Acanto de Esparta
Acanto, o Lacedemônio (em grego clássico: Ἄκανθος), foi o vencedor em dois eventos de corrida a pé, o diaulo (δίαυλος) e dólico (δόλιχος), nos Jogos Olímpicos de 720 a.C. Ele também foi, segundo alguns relatos, o primeiro a ficar nu nesses jogos. Outras contas atribuem isso a Orsipo, o Megariano. Tucídides diz que os lacedemônios foram os primeiros que lutaram nus em jogos de ginástica, embora ele não mencione Acanto pelo nome.